# Sabine Roisch
Sabine Roisch (* 18. Dezember 1958 in Hamburg) ist eine deutsche Politikerin (Die Grünen) und Mitglied des Niedersächsischen Landtages.
Sabine Roisch ist von Beruf Sozialarbeiterin und wohnte seinerzeit in Hannover-Limmer. 
Vom 6. September 1989, als sie für Hans Mönninghoff nachrückte, bis 20. Juni 1990 war sie Mitglied des Niedersächsischen Landtages der 11. Wahlperiode.

## Werke
- Matthias Küntzel, Sabine Roisch und Rainer Osnowski: Atombomben - Made in Germany? Atomenergie - Schleichwege zum Atomwaffenstaat. Tagungsband, Kölner Volksblatt Verlag, Köln, unsicher: 1986. Nachweis im Worldcat
- Sabine Roisch: Sozialmarketing für Schulen am Beispiel der Freien Kinderschule Harburg. Universitätsschrift. Fachhochschule Lüneburg, Studiengang Sozialmanagement, 2001. Nachweis im Worldcat